# Vladimiro Edson António Félix
Vladimiro Etson António Félix (sinh ngày 28 tháng 4 năm 1993), thường gọi Vá, là một cầu thủ bóng đá người Angola thi đấu ở vị trí tiền đạo cho Progresso Associação do Sambizanga.

## Sự nghiệp quốc tế

### Bàn thắng quốc tế
Tỉ số và kết quả liệt kê bàn thắng của Angola trước.
| #  | Ngày                | Địa điểm                                 | Đối thủ   | Tỉ số | Kết quả      | Giải đấu                            |
| -- | ------------------- | ---------------------------------------- | --------- | ----- | ------------ | ----------------------------------- |
| 1. | 23 tháng 7 năm 2017 | Sân vận động 11 tháng 11, Luanda, Angola | Mauritius | 3–2   | 3–2          | Vòng loại Cúp bóng đá châu Phi 2018 |
| 2. | 28 tháng 1 năm 2018 | Sân vận động Ibn Batouta, Tangier, Maroc | Nigeria   | 1–0   | 1–2 (s.h.p.) | Cúp bóng đá châu Phi 2018           |